# Platja de Cuevas del Mar
La Platja de Cuevas del Mar, en el concejo de Llanes, Astúries, Espanya, és una platja que és considerada paisatge protegit, des del punt de vista mediambiental (per la seva vegetació i també per les seves característiques geològiques). Per aquest motiu està integrada en el Paisatge Protegit de la Costa Oriental d'Astúries.
Està situada en la desembocadura del riu Nova, presenta unes curioses i originades cavitats tallades per l'efecte de l'onatge en les parets de roca que formen els penya-segats en les quals se situa. Aquest paisatge cavernós és sens dubte l'origen del seu nom.

## Descripció
Té forma triangular, amb uns accessos fàcils, la qual cosa fa que tingui una intensa concurrència de banyistes, ja que compta amb una gamma mitjana de serveis que la fan agradable per al seu ús habitual, tals com a aparcament, dutxes (encara que no lavabos), telèfons públics, papereres, servei de neteja, begudes…